# بيل بلير (لاعب كرة قاعدة)
بيل بلير (بالإنجليزية: Bill Blair)‏ هو لاعب كرة قاعدة أمريكي، ولد في 17 سبتمبر 1863 في بيتسبرغ في الولايات المتحدة، وتوفي في 22 فبراير 1890 بسبب إنفلونزا.

## وصلات خارجية
- بيل بلير على موقعبيزبول رفرنس.كوم (الدوري الرئيسي) (الإنجليزية)
- بيل بلير على موقعبيزبول رفرنس.كوم (الدوري الثانوي) (الإنجليزية)